# Constelación de éxitos de Melissa
Constelación de Éxitos de Melissa es un álbum recopilatorio de la cantante venezolana de pop, Melissa publicado en el año de 1997.

## Temas
1. “No Soy Una Señora”.
2. “Noches Eternas”.
3. “Por Fortuna”.
4. “Alguien Que Vive Sola”.
5. “Una Especie En Extinción”.
6. “No Esperes Por Mi”.
7. “Vete”.
8. “A Punto De Caramelo”.
9. “Generación”.
10. “Siempre Y Porque Sí” (a dúo con Ricardo Montaner).
11. “Perdiendo El Control”.
12. “De Que Vuelan, Vuelan”.
13. “Ojos Mudos”.
14. “Todo Es Un Círculo”.
15. “Me Estoy Sintiendo Sola”.

## Singlesextraídos delálbum“Constelación de Éxitos de Melissa”
NINGUNO, precisamente por tratarse de un álbum recopilatorio (sin la inclusión de temas nuevos) no se extrae singles para promoción en la radio.
- Datos: Q5784551